# Провальо-Валь-Саббия
Провальо-Валь-Саббия (итал. Provaglio Val Sabbia) — коммуна в Италии, в провинции Брешиа области Ломбардия.
Население составляет 919 человек (2008 г.), плотность населения составляет 66 чел./км². Занимает площадь 14 км². Почтовый индекс — 25070. Телефонный код — 0365.
Покровителем коммуны почитается святой архангел Михаил, празднование 29 сентября. Также 15 августа в коммуне особо празднуется Успение Пресвятой Богородицы.

## Демография
Динамика населения:

## Администрация коммуны
- Официальный сайт: http://www.comune.provagliovalsabbia.bs.it/